# Domínio de Melchizedek

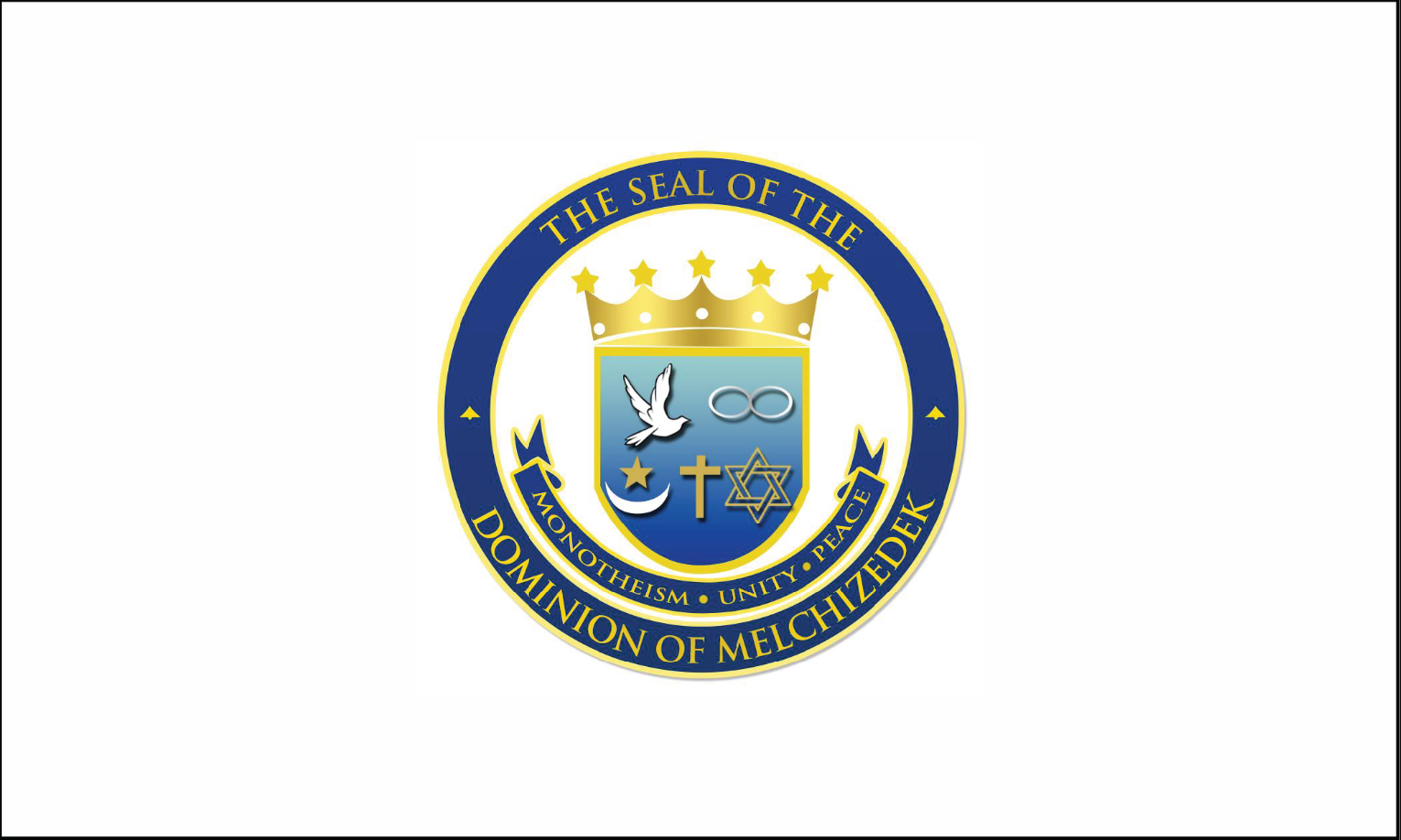
Bandeira

O Domínio de Melchizedek trata-se de um país falso e que foi inicialmente criado no âmbito da página satírica "Desciclopédia", assim como no endereço eletrônico www.melchizedek.com. Ficou conhecido no Brasil após uma reportagem do site Consultor Jurídico. Segundo a reportagem, o conselheiro da OAB teria confundido a Desciclopédia com a Wikipédia e concluiu que o Domínio de Melchizedek seria um paraíso fiscal tendo, a referida localidade, desde então, se tornado um meme.
A partir de pesquisa realizada em sites confiáveis, constatou-se efetivamente a inexistência do referido país.
O país virtual e fictício conhecido como "Dominion of Melchizedek" (Domínio de Melchizedek) é uma fraude com sede na Califórnia que nos últimos anos espalhou seus tentáculos pelo Pacífico, América Latina e até Europa. Alega ter "embaixadas" e outras "legações" em Washington, Canberra, Budapeste, Lima e São Paulo, e "centros comerciais e escritórios de ligação" em Cingapura e Lagos. Além de oferecer a incorporação de bancos, seguradoras, trusts e empresas privadas por alguns milhares de dólares, o site do "domínio" também oferece uma ampla gama de serviços, incluindo passaportes, diplomas universitários e certificados de advogados.
O "Domínio de Melquisedeque" foi declarado unilateralmente como existente em 1990 pelo americano Mark Pedley, possivelmente com seu pai, David Pedley. Mark Pedley também usa vários pseudônimos, incluindo "Tzemach Ben David Netzer Korem" e "Branch Vinedresser". Ele toma seu nome emprestado do rei e sacerdote bíblico Melquisedeque.
Quando criado, o "Domínio" primeiro reivindicou a ilha colombiana de Malpelo, uma pequena ilha a 300 milhas da costa do Pacífico da Colômbia. Mais tarde, inventou o Karitane Shoal no Pacífico Sul,  que supostamente fica completamente submerso por parte do dia. Clipperton Island, uma possessão ultramarina da França que fica a 1.500 milhas a oeste da Nicarágua; e Taongi, também conhecido como Bokak Atoll, um atol desabitado da Micronésia sob a administração do Governo das Ilhas Marshall. Representantes do DoM foram proibidos de entrar na ilha de Rotuma após seu envolvimento com grupos dissidentes que buscavam se separar de Fiji, com os quais haviam assinado acordos para arrendar terras nas ilhas de Rotuma e sua vizinha Solkope.
Foi descrito como "inexistente" pela Comissão de Valores Mobiliários dos EUA e como uma "soberania não reconhecida" pelo Escritório do Controlador da Moeda dos EUA. Aparece numa lista da UE de passaportes de fantasia emitidos por particulares ou organizações.  Relatos da mídia descreveram-no como um "país virtual", como um "argumento" e como um "país falso".
O Domínio de Melchizedek é utilizado, sobretudo, para o cometimento de diversos tipos de fraudes.
Segundo o Público, o Domínio de Melchizedek é um falso paraíso fiscal. Trata-se de uma ilha de um atol da Polinésia que fica submerso durante a maré alta. Segundo o Jornal de Alcobaça, o Domínio de Melchizedek é um atol da Polinésia, apenas visível na maré baixa, que não consta nos registos geográficos, mas que possui uma página na Internet (www.melchizedek.com).
O Domínio de Melchizedek faz parte de uma rede internacional de operações financeiras, envolvendo entidades bancárias fictícias, através da qual foram enganados milhares de clientes.
Domínio de Melchizedek ficou notório após artigos satíricos, escritos pela Desciclopédia, descreverem a localidade como suposto paraíso fiscal.